# Сирелиус, Лео-Аристид Оттович
Лео-Аристид Оттович Сирелиус (фин. Leo Aristides Sirelius; 26 февраля [10 марта] 1863, Санкт-Петербург — 30 января 1937, Хельсинки) — российский военный и государственный деятель; генерал-майор (1917), вазаский (1916—1917), а ранее — санкт-михельский губернатор (1911—1916).

## Биография
Родился в Санкт-Петербурге, в лютеранской дворянской семье, сын генерал-майора Отто Арвида Фердинанда Сирелиуса (1818—1892). Имел братьев Леонида-Отто и Солона.
В службу вступил 30 августа 1882 года. В 1884 году окончил 1-е военное Павловское училище и в чине подпоручика выпущен в 146-й пехотный Царицынский полк. В 1888 году переведён в гвардию в чине поручика. С 10 сентября 1896 года состоял в запасе. 27 января 1900 года по прошению был уволен в отставку с производством в штабс-капитаны, с правом ношения мундира.
12 июля 1903 года был назначен исправляющим должность полициймейстера города Выборга с прежним чином поручика. С 29 января 1909 года причислен к Министерству внутренних дел.
21 сентября 1911 года назначен санкт-михельским губернатором. 11 августа 1916 года назначен вазаским губернатором. 31 мая 1917 года уволен от службы по болезни в чине генерал-майора. Проживал в Петрограде, а в 1922 году выехал в Финляндию.
Скончался 30 января 1937 года в Хельсинки.

## Воинские чины
- Подпоручик (1884, старшинство 14.08.1884)
- Поручик (старшинство 14.08.1888)
- Штабс-капитан (старшинство 06.05.1900)
- Капитан (старшинство 16.06.1903)
- Переименован в подполковники (старшинство 16.06.1903)
- Полковник (произведён 1911 «за отличие»; старшинство 21.09.1911)
- Генерал-майор (31.05.1917)

## Награды
- Орден Святого Станислава 3 степени (1904)
- Орден Святого Владимира 4 степени (ВП 06.04.1914).